# Naturschutzgebiet Morsbach und Rheinbach
Das Naturschutzgebiet Morsbach und Rheinbach liegt im Stadtgebiet der kreisfreien Stadt Wuppertal – südlich des Ortsteils Wuppertal-Cronenberg. Die größte Teilfläche erstreckt sich entlang des Rheinbachtales und seiner Nebengewässer fast bis zur Mündung in den Morsbach in der Ortschaft Rheinbach. Östlich davon liegt eine weitere Teilfläche bei Breitenbruch am Morsbach. Westlich von Rheinbach – dem Morsbach abwärts folgend bis zur Mündung in die Wupper – liegen noch vier weitere Teilflächen des Naturschutzgebietes. Das Naturschutzgebiet erfährt auf Remscheider Stadtgebiet seine Ergänzung durch das etwa 36 ha große Naturschutzgebiet Unteres Morsbachtal mit Hölterfelder Siefen und Fürberger Bachtal.

## Beschreibung
Das offiziell 20 ha (digitalisiert aber 49,61 ha) große Naturschutzgebiet steht seit 2005 unter Schutz und trägt die Kennnummer W-022.
Das Naturschutzgebiet umfasst alle Fließgewässerabschnitte des Morsbaches auf Wuppertaler Stadtgebiet sowie die nicht besiedelten Teile seiner Aue, den Rheinbach mit Nebengewässern, den Schöppenberger Bach und den Beckerhofer Siefen mit ihren begleitenden Waldflächen und Quellgebieten.
Die Wertigkeit des Gebietes resultiert aus der hohen strukturellen Vielfalt der Fließgewässer, Auen und Waldflächen mit Vorkommen gefährdeter Pflanzengesellschaften, Pflanzenarten der Roten Liste sowie hohem Wert für Amphibien, Reptilien und Höhlenbrüter.
Der NABU-Wuppertal betreut Feuchtgebiete am Lenzhauser Siepen, einem Nebengewässer des Rheinbaches.

## Schutzziele
Die Unterschutzstellung des Naturschutzgebietes erfolgt
- zur Erhaltung und Wiederherstellung von in großen Abschnitten naturnahen und strukturreichen Fließgewässern

und ihrer Lebensgemeinschaften,
- zur Erhaltung der verbliebenen siedlungsfreien Auenflächen am Morsbach,
- zum Schutz und zur Entwicklung der fließgewässerbegleitenden Biotope mit der charakteristischen Begleitflora und -fauna wie Quellen, Teiche, Nass- und Feuchtgrünland, Feuchtbrachen, sowie naturnahe bergische Laubwaldflächen in Bachtälern.

Insbesondere sind in ihrer naturnahen Vergesellschaftung schützenswert:
- die bachbegleitenden Erlen-Eschenwälder und die alt- und totholzreichen Hangwälder mit Traubeneiche, Buche und Hainbuche,
- die artenreiche Flora der Quellen, Bachauen und Feuchtbiotope,
- die charakteristische Säugetier- und Vogelfauna
- die arten- und individuenreichen Amphibien- und Reptilienfauna sowie ihrer Fortpflanzungsstätten,
- die naturnahen Fließgewässerabschnitte mit natürlicher Gewässerfauna, insbesondere die Wirbellosenfauna der Quellbäche und die Fischfauna des Morsbaches.

Die Schutzausweisung erfolgt außerdem aus landeskundlichen Gründen.

## Wanderwege
Durch das Rheinbach- und Morsbachtal führt der Wanderweg rund um Wuppertal (W im Kreis) und der Bergische Weg.

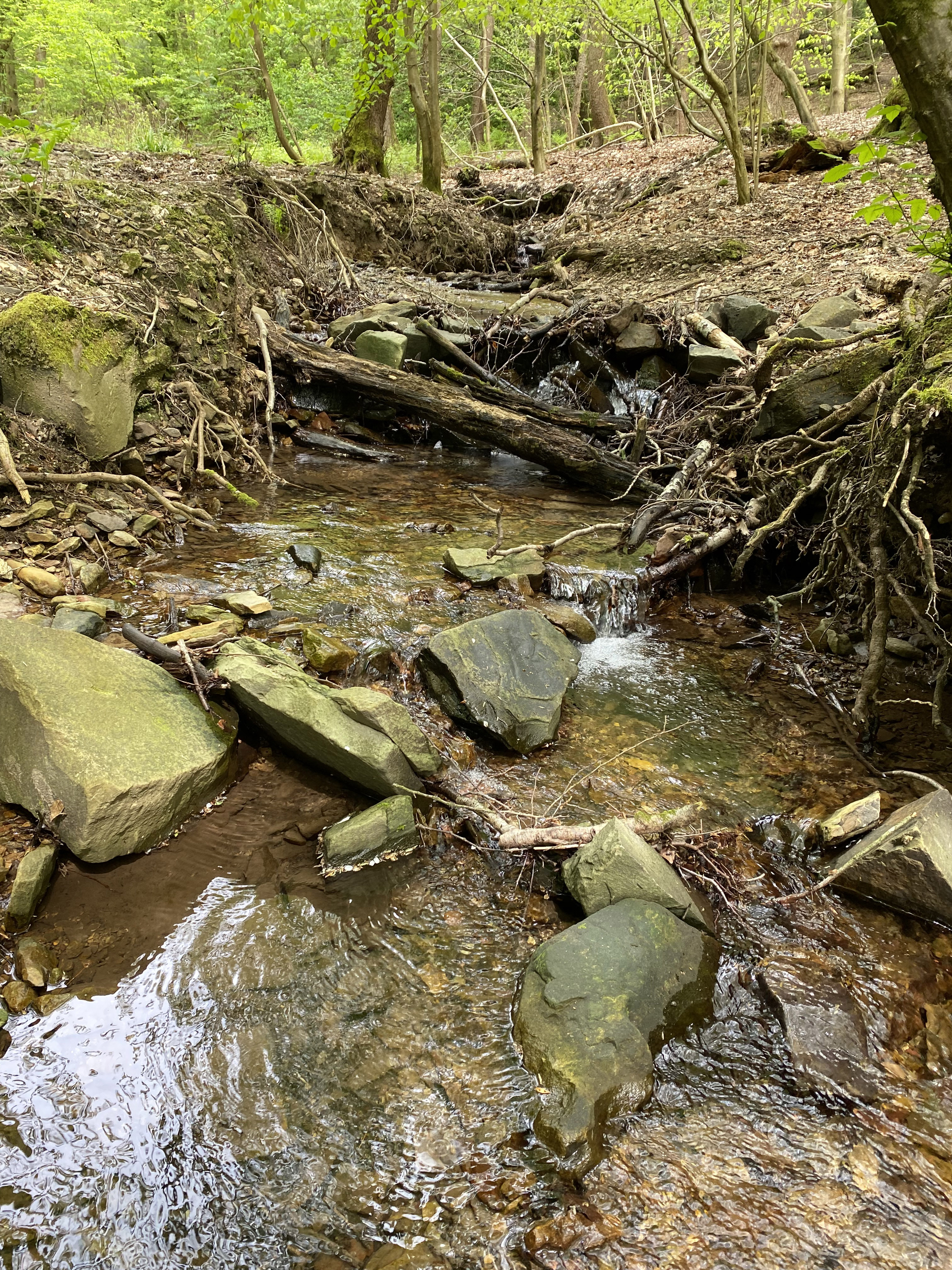
Steiniges Bachbett - Rheinbach
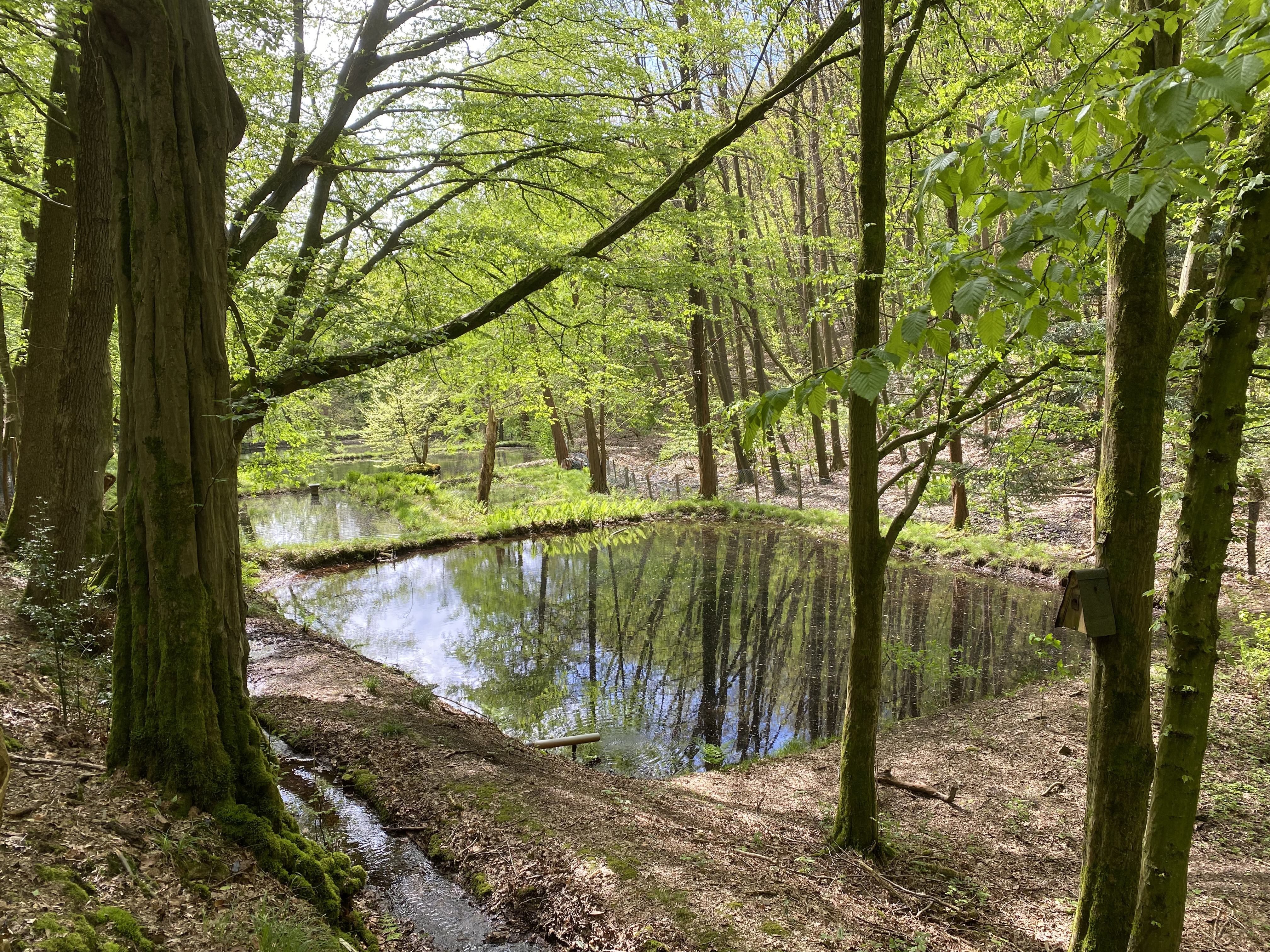
Teiche am Rheinbach
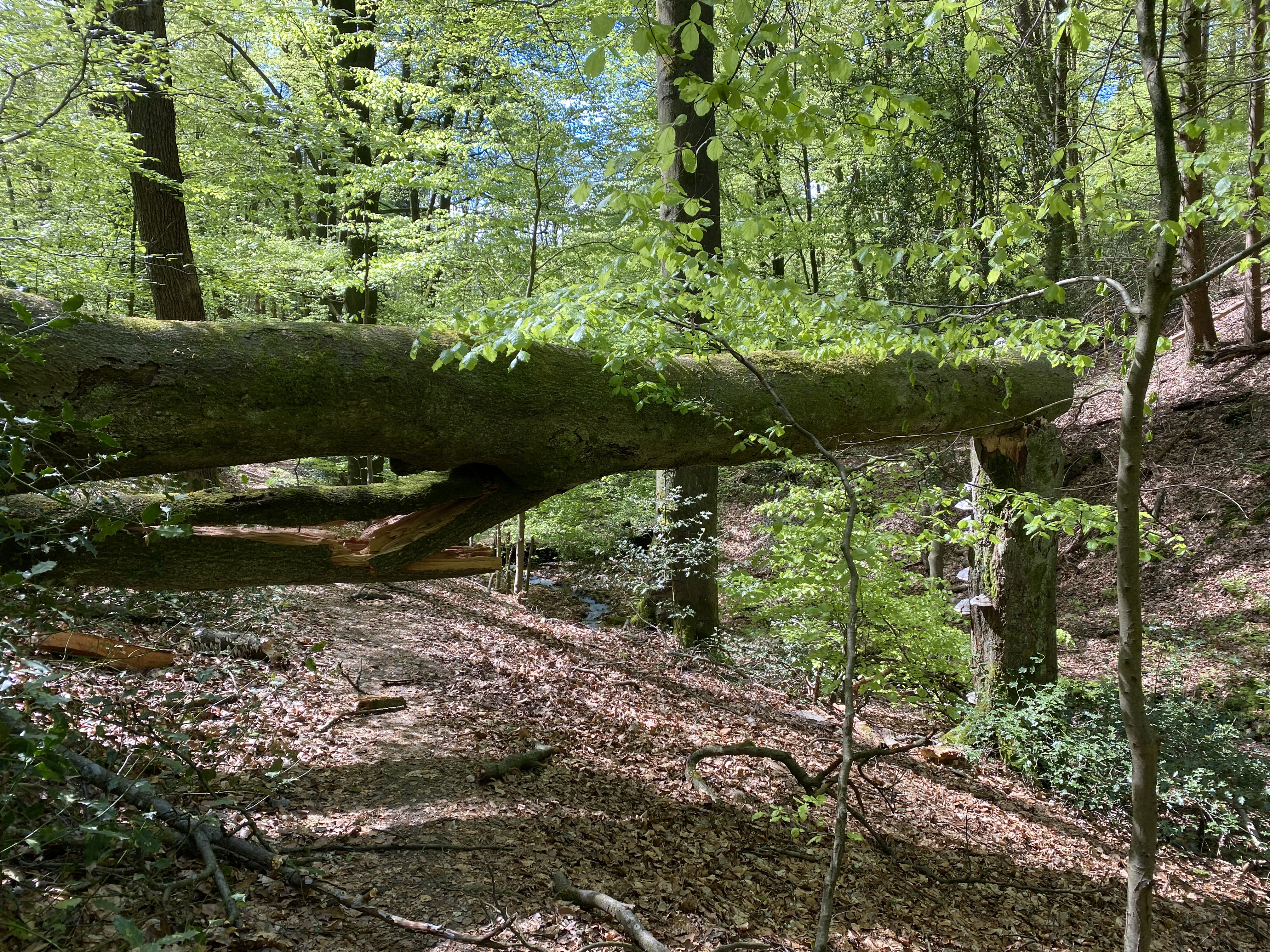
Totholz im Rauenhauser Siepental
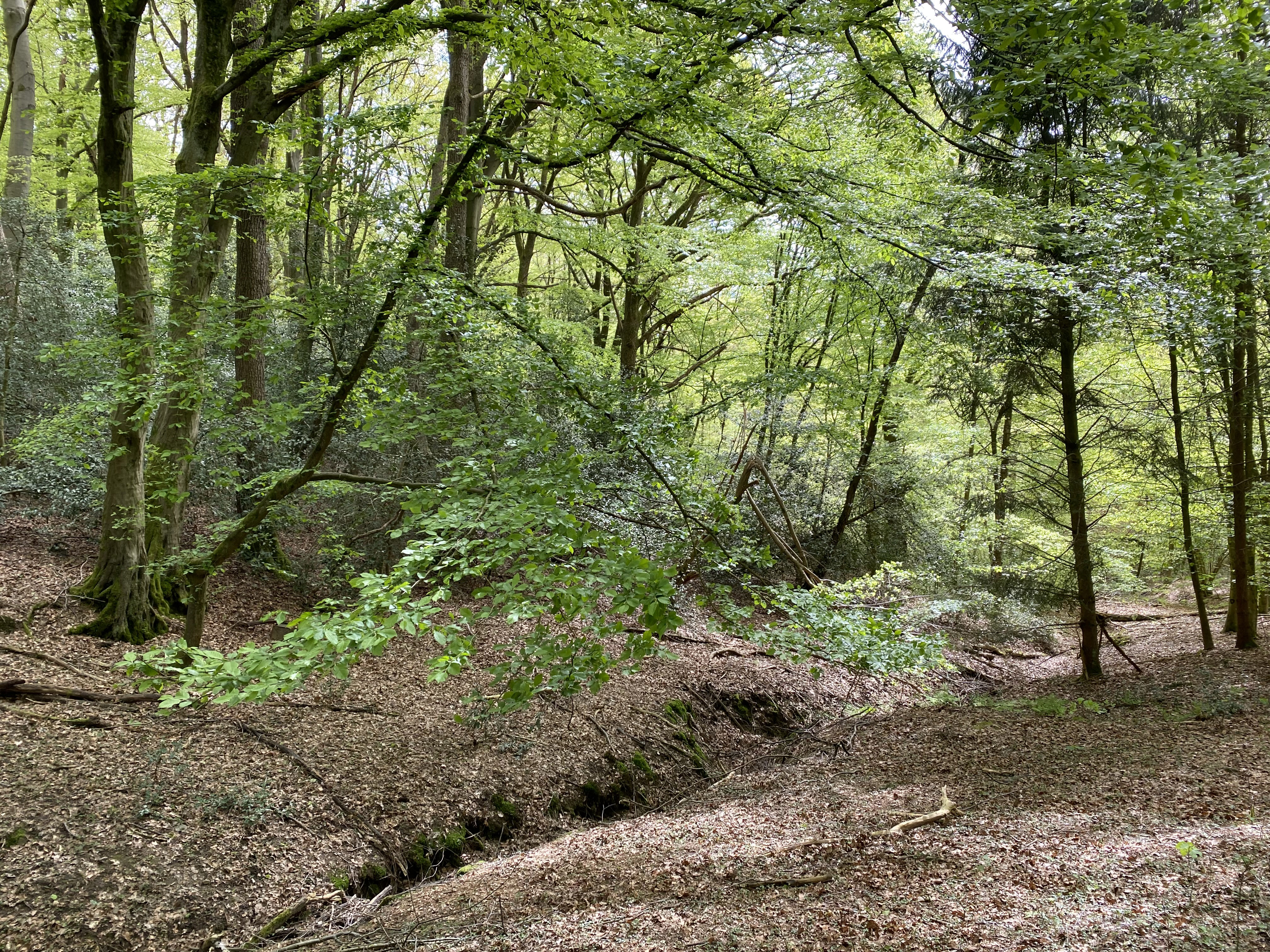
Hülsensiepen
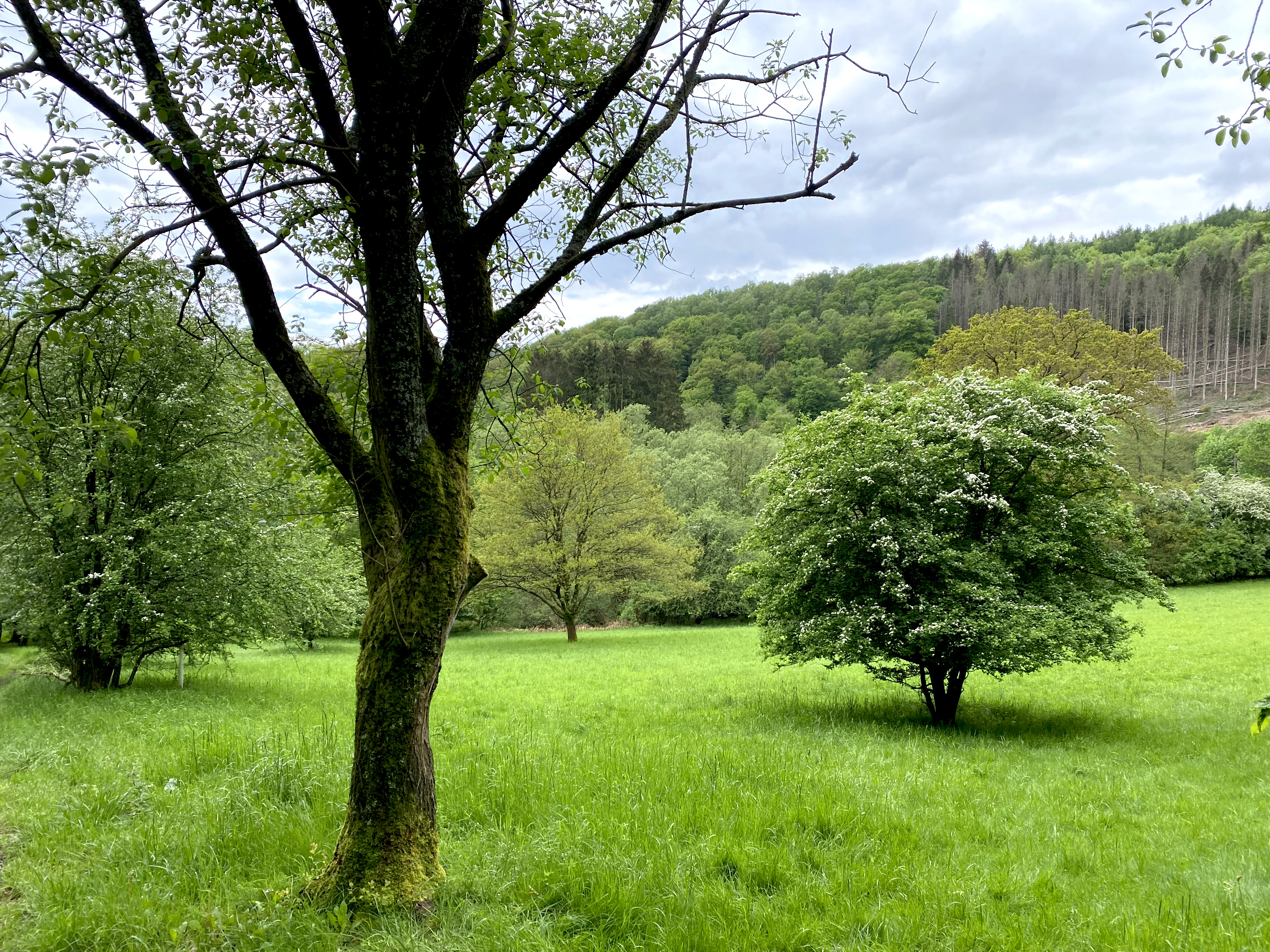
Landschaftsmosaik bei Breitenbruch
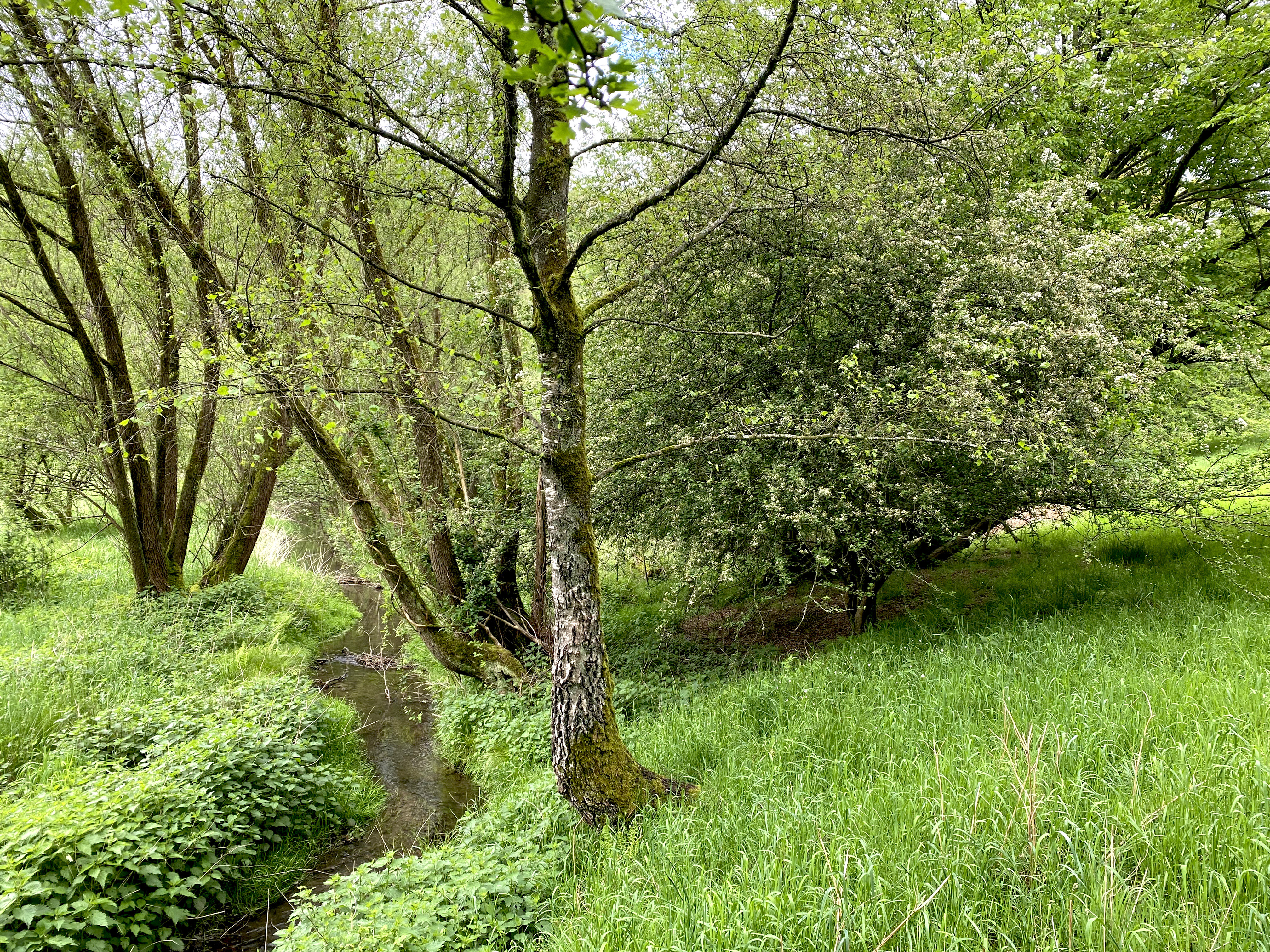
Obergraben Richtung Breitenbruch
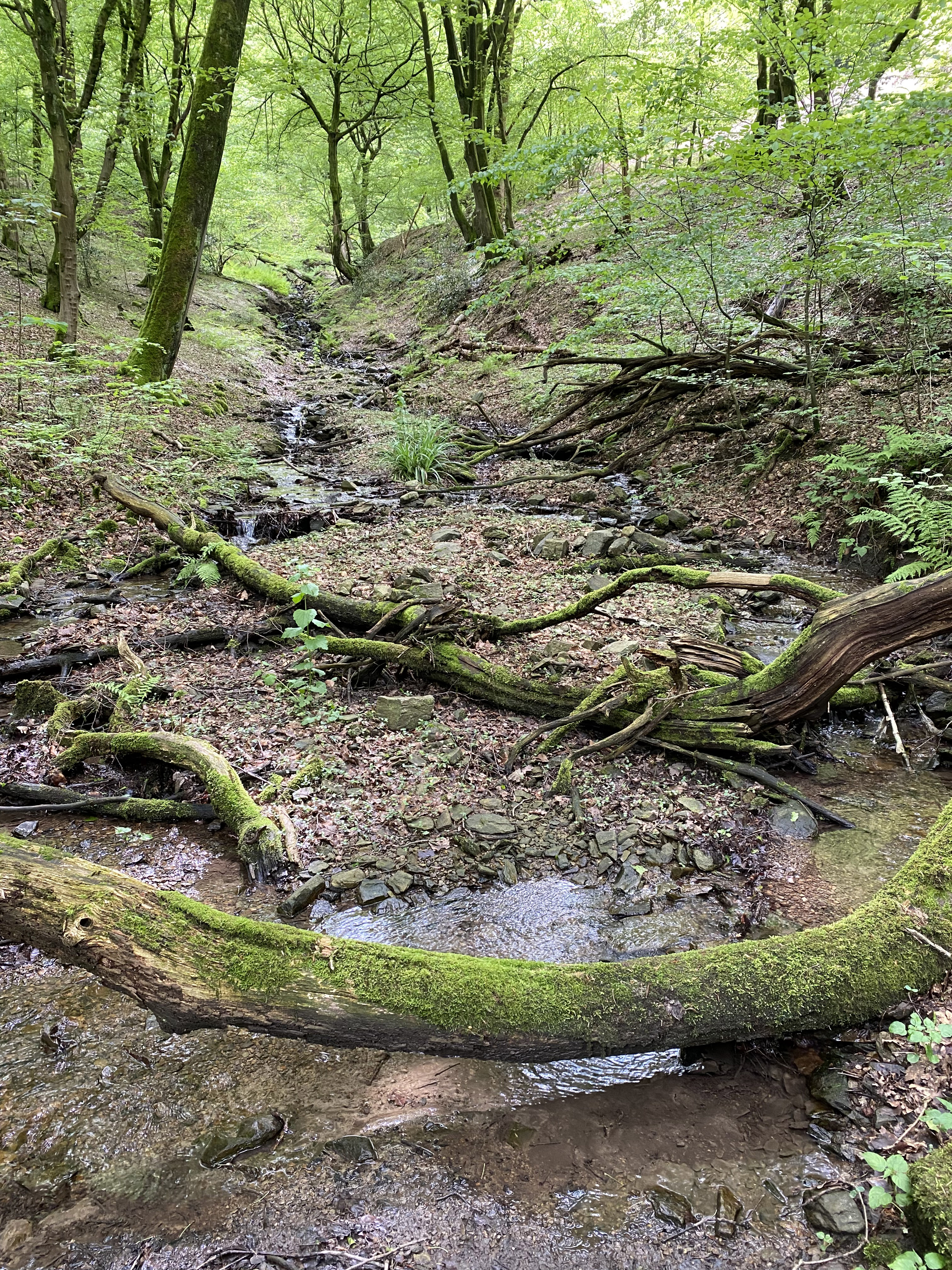
Naturnaher Oberheidter Bach
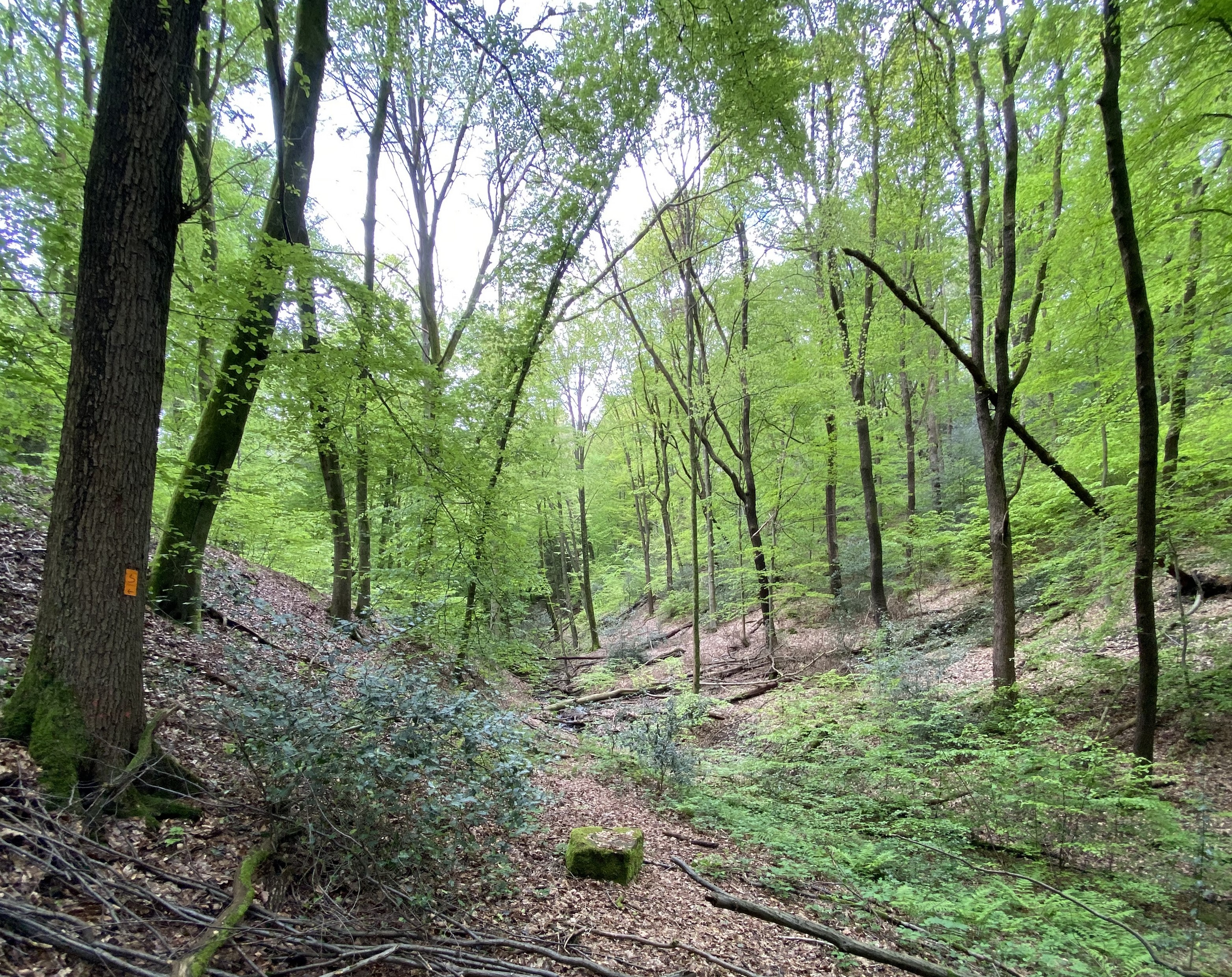
Beckerhofer Siefental
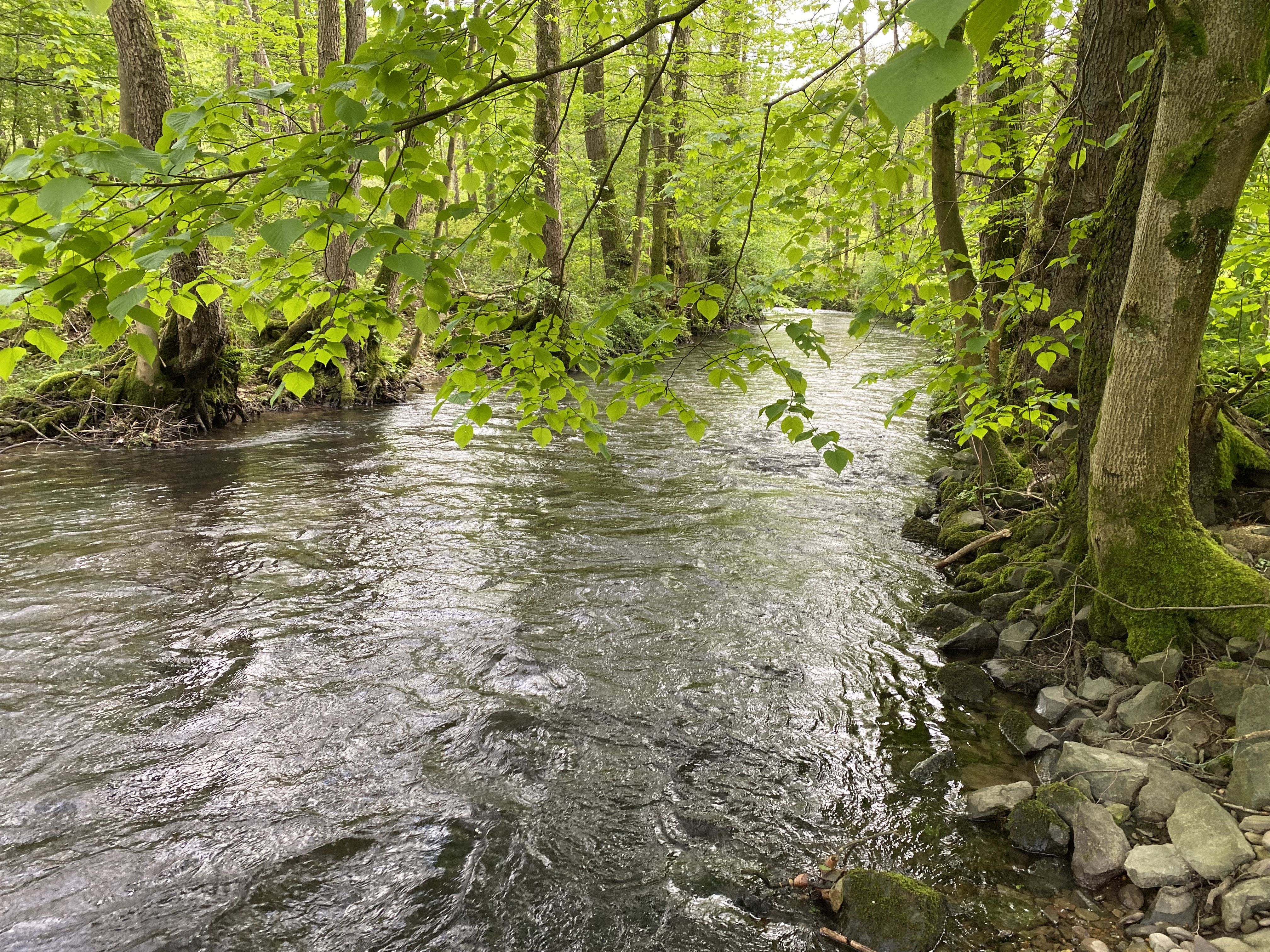
Morsbach südlich der Ortschaft Morsbach
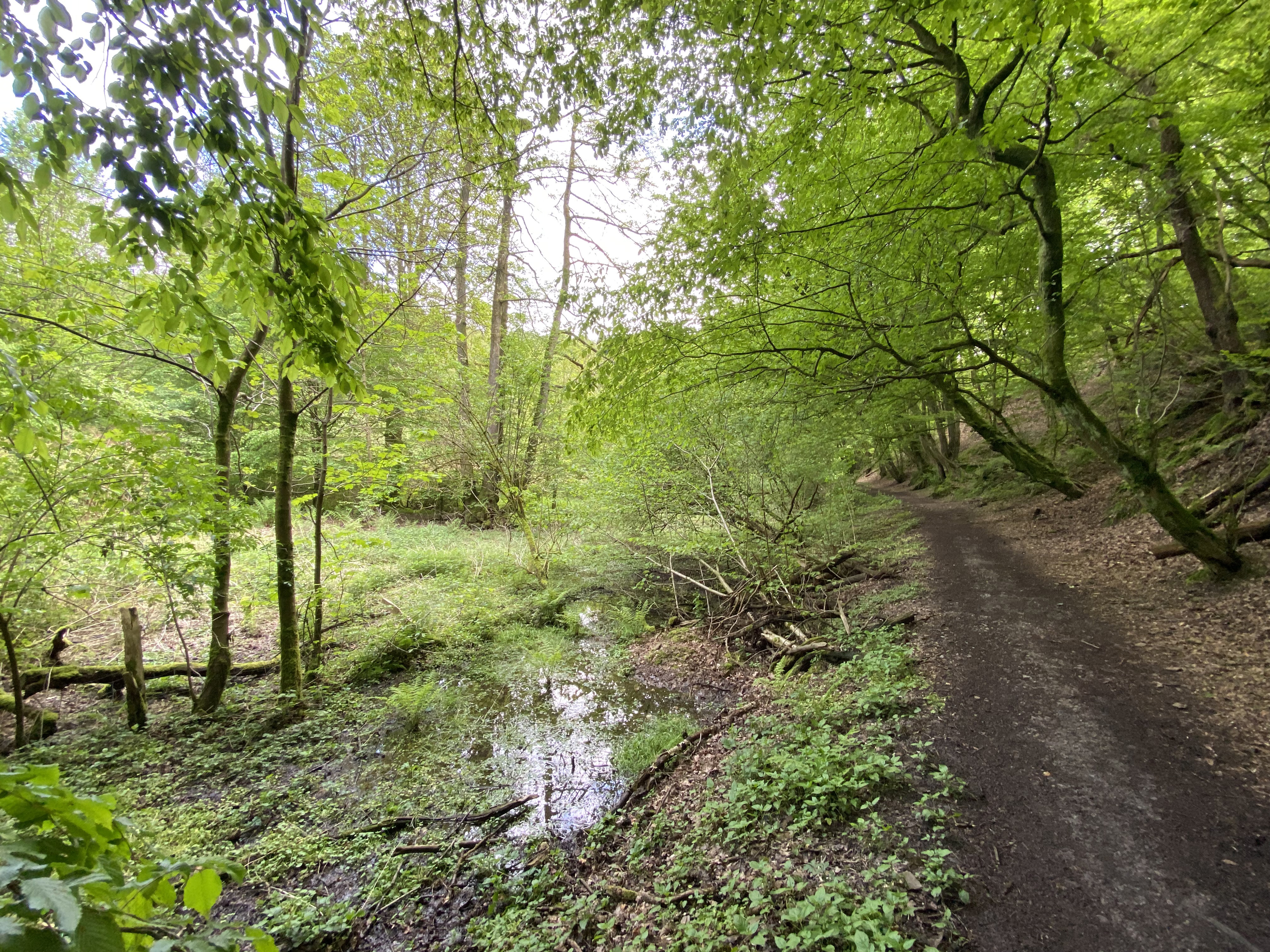
Sumpfige Morsbachaue
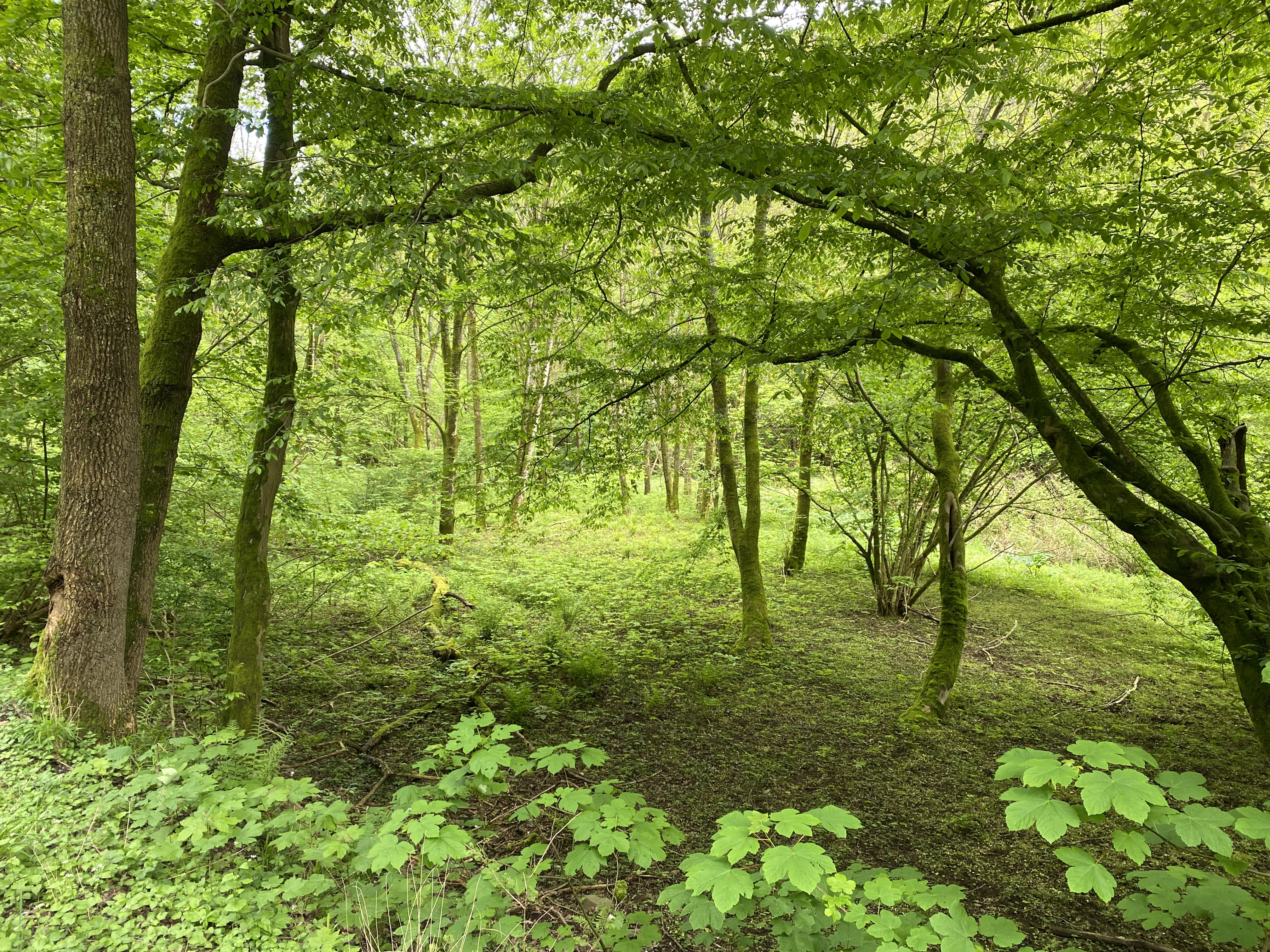
Auwald Nähe Brucher Kotten